# Palácio Federal da Suíça

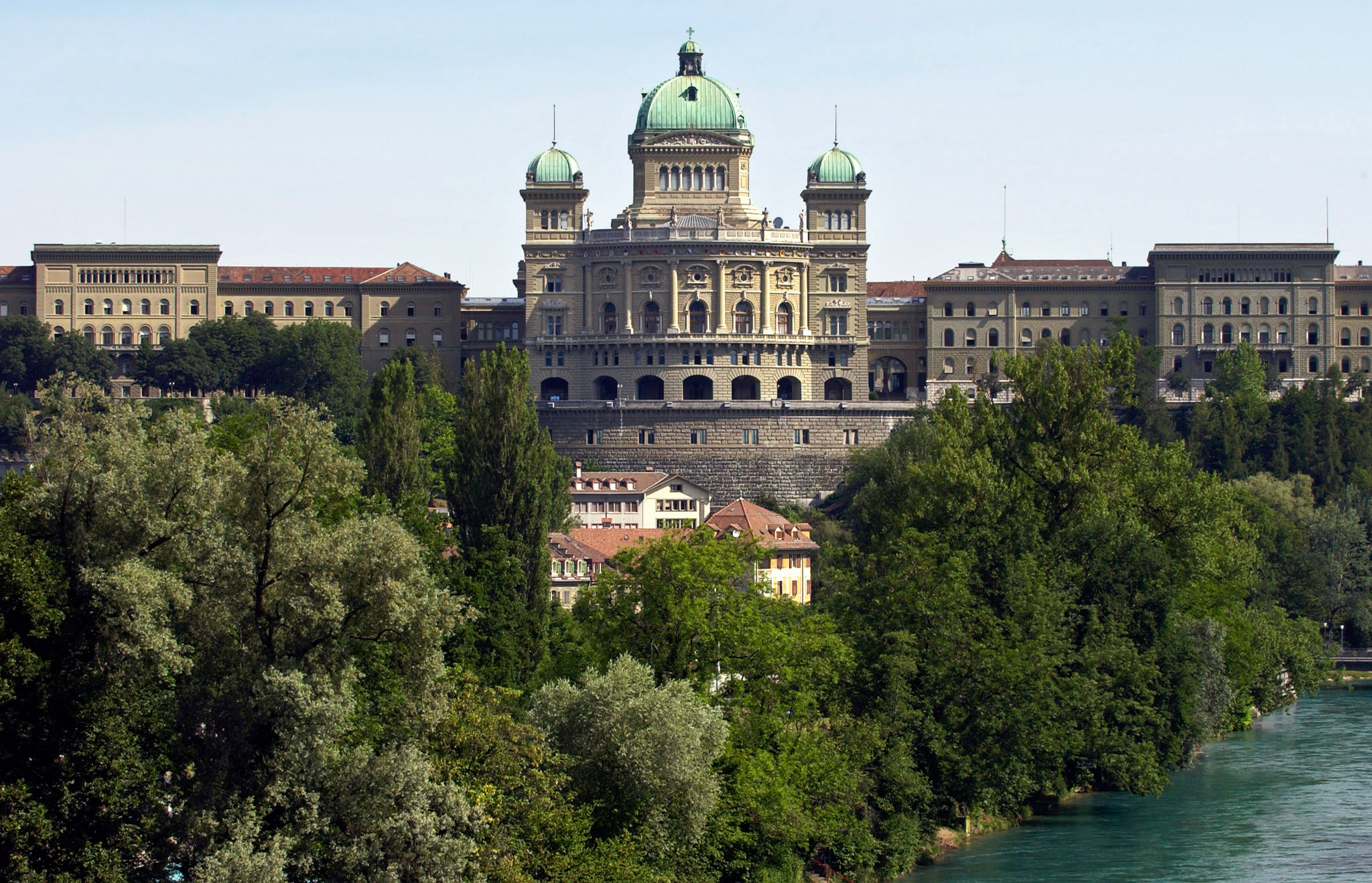

O Palácio Federal da Suíça (em alemão:  Bundeshaus, em francês:  Palais fédéral, em italiano:  Palazzo federale; em latim: Curia Confoederationis Helveticae) é o prédio sede do governo suíço, localizado em Berna.